# Joaquim Santana
Joaquim Santana Silva Guimarães (Lobito, 22 de março de 1936 — Freamunde, 24 de abril de 1989) foi um futebolista português, que atuou no Sport Lisboa e Benfica na década de 1950 e década de 1960.

## Biografia
Foi um interior-direito de muita técnica e grande visão , criativo, com a habilidade de marcar golos; além disso, destacava-se nos passes curtos e em profundidade. Devido ao seu físico franzino, muitos não acreditavam que podia ser um bom jogador e às vezes os técnicos deixaram-o no banco de reservas.
Depois de jogar no Sport da Catumbela, chegou a Lisboa em 1954 para alinhar na equipa de juniores do Benfica, sendo campeão nacional nessa categoria. Integrou a equipa principal em 1956. Disputou 9 jogos e marcou 4 golos na Taça dos Campeões Europeus 1960-61, inclusive um na final contra o F.C. Barcelona. Na época seguinte, não foi titular na final contra o Real Madrid, porque o treinador Béla Guttmann preferiu escalar o jovem avançado moçambicano Eusébio. Ao serviço do Benfica, Santana conquistou sete campeonatos e duas Taças de Portugal, registando 225 jogos e 93 golos, uma média invulgar para um interior-direito. Deixou o Benfica em 1968 para se juntar ao SC Salgueiros.